# Історичні плани українських міст

## Історичні плани українських міст
| №              | Найменування | План | Дата           | Автор             | Короткі відомості |  |
| XVI століття   | |      |                |                   | |  |
| 1              | Techtimerou. Eine Cossaqes an den Niper Flufi an den Ukraine za Len von Kiev... (Трахтемирів Фортеця козаків України... ) |      | XVI ст.        | Невідомий         | Трахтемирів Фортеця козаків України на Дніпрі, що знаходиться за 70 км від Києва... |  |
| XVII століття  | |      |                |                   | |  |
| 2              | Панорама Абрагама Гогенберга/Ауреліо Пассаротті (Львів)                                                                   |      | 1617 рік.      | Браун, Гогенберг  | Гравюру міста зробив Ян Альнпек в 1603 році, видана 1617 року в Кельні, в роботі Брауна та Гогенберга - "Найвидатніші міста світу". Робота готувалася для римського імператора Максиміліана ІІ. |  |
| 3              | Munkatsch (Мукачево) |      | 1618 рік.      |                   | |  |
| 4              | Kijow (Київ) |      | 1651 рік.      | А. Вестерфельд    | Загальний вигляд Києва з північного сходу. |  |
| 5              | Чигирин |      | 1678 рік       |                   | Деталь гравюри. |  |
| 6              | Kiovia (Київ) |      | 1687 рік.      | Якоб вон Сандрарт | |  |
| 7              | Kamienec Podolski (Кам'янець-Подільський)                                                                                 |      | 1691 рік       | Ніколас де Фер    | Французька мапа |  |
| 8              | Plan de la Forteresse de Mongast... (План Мукачевської Фортеці)                                                           |      | 1692 рік.      | Ніколас де Фер    | Профіль |  |
| 9              | Plan de la Forteresse de Mongast... (План Мукачевської Фортеці)                                                           |      | 1692 рік.      | Ніколас де Фер    | |  |
| XVIII століття | |      |                |                   | |  |
| 1              | Львів |      | 1704 р.        |                   | |  |
| 1              | Луцьк |      | 1720-1745 р.р. |                   | Найдавніше зображення Луцька датується першою половиною 1700-х років. Це – ікона Святого Ігнатія із панорамою міста на ній.                                                                     |  |
| 2              | Oczakow (Очаків) |      | 1770 рік       | Ловендаль         | |  |
| 3              | Lwow (Львів) |      | 1772 рік.      | Розвадовскі       | |  |
| XIX століття   | |      |                |                   | |  |
| 1              | Вінниця |      | 1862 рік.      | Н. Орда           | |  |
| 2              | Plan von Lemberg (План Львова)                                                                                            |      | 1863 рік.      | В. Клафтер        | |  |
| 3              | Odessa (Одеса) |      | 1892 рік.      | А. Вагнер         | |  |